# Camp de Futbol d’Ordino
Camp de Futbol d'Ordino – mały stadion piłkarski w Ordino, w Andorze. Stadion może pomieścić 200 osób i przyjmuje rozgrywki Segona Divisió.